# Eurodoc
Eurodoc, Evropská rada pro doktorandy a mladé výzkumné pracovníky, je mezinárodní organizace národních sdružení doktorandů a postdoktorandů ze zemí Evropské unie a Rady Evropy. Jako celek reprezentuje přes 1,2 milionu mladých vědců v otázkách vědních a výzkumných politik.

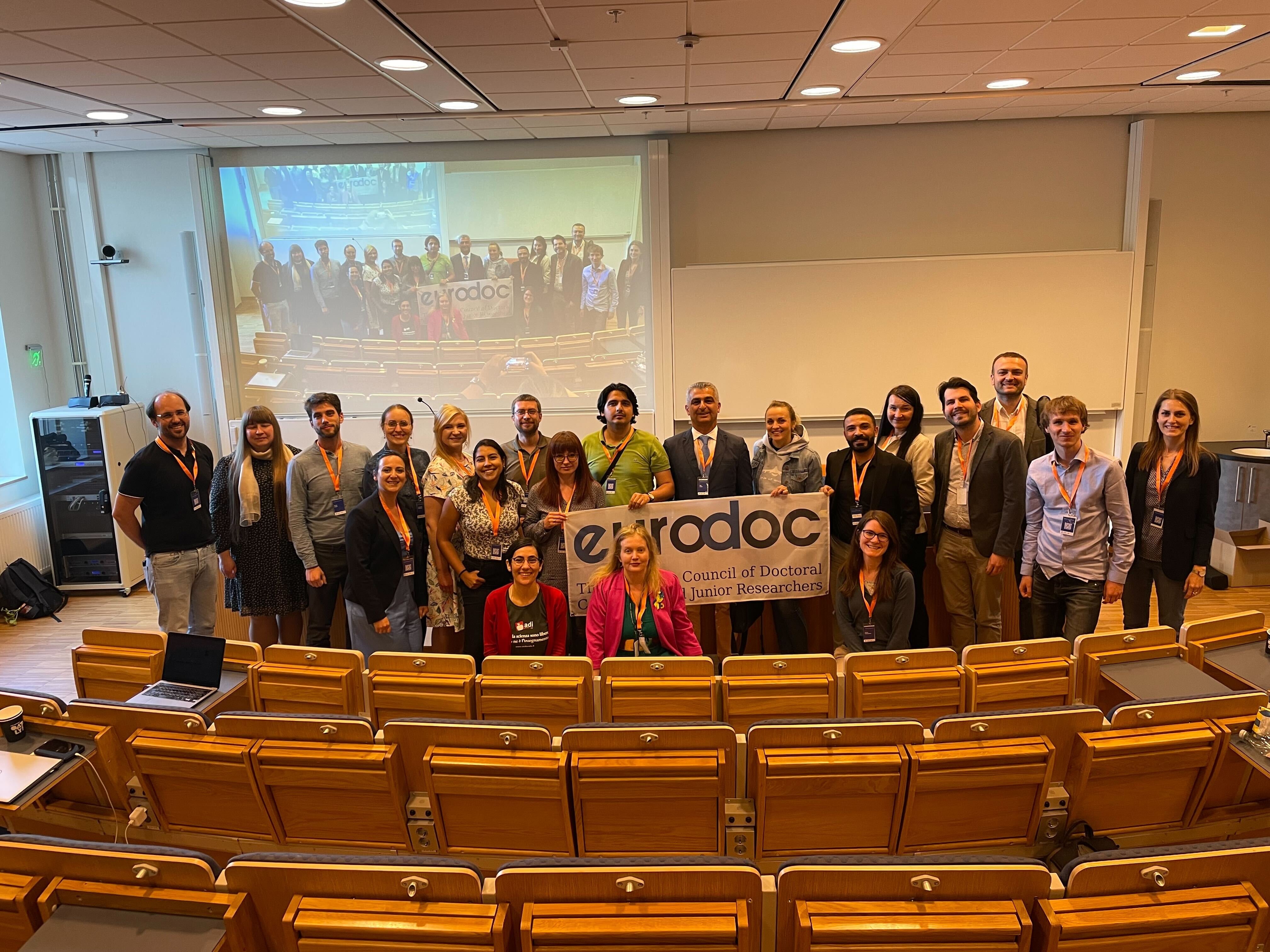
Sněm rady Eurodoc ve švédském Uppsala

## Historie
Iniciativu první Eurodoc konference, konané v roce 2001, převzala Doktorandnämnden ze švédské Uppsala Student Union, která konferenci pořádala společně se SweDoc, tedy švédským sdružením doktorandů. Zde padla myšlenka založení organizace, která byla následně založena o necelý rok později ve španělské Gironě a to 2. února 2002. Legitimní podoby Eurodoc nabral v roce 2005 v belgickém Bruselu, kde byl ustaven jako mezinárodní nezisková organizace.
Ještě předtím byly doktorské programy poprvé zmíněny v rámci Boloňského procesu. Tato zmínka padla v Berlíně v roce 2003 na setkání ministrů odpovědných za vysokoškolské vzdělávání. Od té doby Eurodoc hraje aktivní roli v příslušných boloňských seminářích a projektech. Zapojení organizace do boloňského procesu bylo formálně potvrzeno v roce 2007 a to statusem „partnera“ skupiny navazující na Boloňský proces. Kromě toho se Eurodoc zapojil do spolupráce s organizacemi Evropský prostor vysokoškolského vzdělávání a Evropský výzkumný prostor.

### Konference Eurodoc a sněm rady

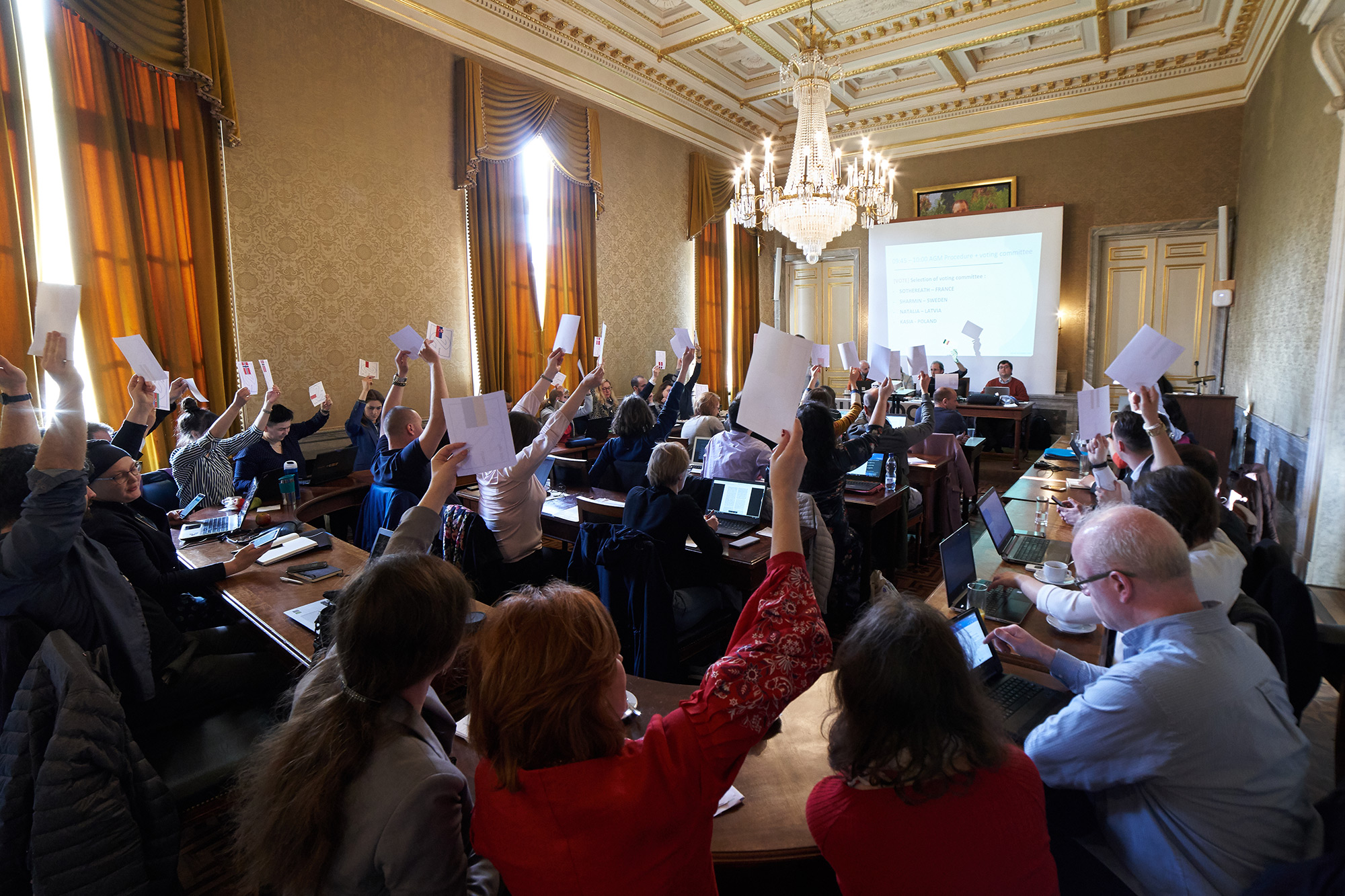
Delegáti hlasují během sněmu Eurodocu v Bruselu v Belgii dne 3. dubna 2019.

Každý rok Eurodoc svolává sněm rady, na kterém jsou diskutovány a schvalovány důležité změny v oblastech vědních a výzkumných politik, na kterých se rada podílí. Ku příležitosti tohoto sněmu se pořádá i mezinárodní konference, na kterou jsou zváni všichni doktorandi a postdoktorandi z Evropy. Cílem této konference je jim poskytnout rámec pro setkání s evropskými politickými a ekonomickými vůdci a zapojit se do plodné diskuse o budování Evropského prostoru výzkumu a vysokoškolského vzdělávání. Po konferencích obvykle následuje právě výroční valná hromada (AGM), nejvyšší rozhodovací orgán Eurodocu.

#### Konference & AGM 2021 vPraze, Česká republika
První Eurodoc konference v hybridní podobě probíhala v roce 2021v Praze ve dnech 14. – 15. července 2021. Hybridní podoba byla zvolena, aby se při online streamování sešli i zástupci, kteří nemohli kvůli pandemická situaci přijet. Akci pořádala společně s Eurodocem Komise pro doktorské studium při Studentské komoře Rady vysokých škol (SK RVŠ) z ČR. Konference byla zaměřena na kvalitu a vhodné podmínky doktorandské přípravy a kariérního rozvoje s názvem: „Zlepšování doktorandské přípravy v Evropě.“

#### Konference a AGM 2020 veVaršavě, Polsko (online)
Konference Eurodoc v roce 2020 se konala ve dnech 22. – 23. července. Byla to první konference Eurodocu, která probíhala online a to z důvodu Covid pandemie, která donutila organizátory změnit termín a formu konference. Akci organizovaly Krajowa Reprezentacja Doktorantów (KRD) a Eurodoc s finanční podporou Ministerstva vědy a vysokého školství Polska. Tématem konference byla otevřená věda.

## Členové a pozorovatelé
V současnosti existuje 28 členských organizací zastupujících mladé vědce z 25 zemí Evropské unie a Rady Evropy. Delegáti z těchto zemí provádějí rozhodnutí Eurodocu. Příspěvky k činnosti Eurodocu navíc zahrnují také pozorovatelské země.

## Delegáti ČR
Mezi členy rady Eurodocu bylo v minulosti několik zástupců SK RVŠ a ČAD. Mezi nimi jsou například Eva Hnátková (členka Advisory Board), Mariana Hanková (2018-2022) a Ondřej Havelka (od roku 2022).

## Cíle a vize
Eurodoc si představuje Evropský výzkumný prostor a Evropský prostor vysokoškolského vzdělávání, v nichž jsou doktorandi a začínající výzkumní pracovníci náležitě uznáváni a respektováni pro svou klíčovou roli, kterou hrají ve vědecké komunitě. Eurodoc se snaží zastupovat a upevňovat komunitu doktorandů a mladých výzkumných pracovníků v Evropě v jejich snaze o důstojnou kariéru a důstojný profesní život.
Jako dobrovolná nezisková organizace Eurodoc monitoruje situaci mladých výzkumných pracovníků v Evropě s ohledem na různé parametry (např. mobilitu, pracovní podmínky, pracovní příležitosti, profesní dráhu, supervizi a školení).
Eurodoc vydává politická prohlášení a poskytuje doporučení akademickým, korporátním a řídícím institucím k tématům, která mají zvláštní význam pro evropské mladé výzkumníky (např. Boloňský proces nebo Lisabonská strategie ). V rámci této činnosti je Eurodoc v pravidelném kontaktu s hlavními zainteresovanými stranami v evropské politice výzkumu a vysokoškolského vzdělávání, zejména s Generálním ředitelstvím pro výzkum (Evropskou komisí) a Evropskou univerzitní asociací .
První průzkum Eurodoc byl proveden od prosince 2008 do května 2011. Analyzovala současnou situaci 7561 doktorandů ve dvanácti zemích (Rakousko, Belgie, Maďarsko, Finsko, Francie, Německo, Nizozemsko, Norsko, Portugalsko, Slovinsko, Španělsko a Švédsko) a poskytla podklady pro politická doporučení na evropské úrovni.